# 入江葵
入江 葵（いりえ あおい、1987年4月27日 - ）は、日本の女性ファッションモデル、タレント。埼玉県出身。青山学院大学卒業 。

## 人物
- モデルのほかに、リポーター、キャンペーンガール、司会業などをこなす。2011年頃よりパンコーディネーターとしても活動。
- 趣味はパン屋さん巡り、旅行、カメラ。
- 特技はエレクトーン、暗記。
- 英検2級、仏検4級、普通自動車免許、パンコーディネーター、パンシェルジュの資格を所持している。
- 妹が1人いる[2]。

## 出演

### バラエティ
- ごごたま（テレビ埼玉） - リポーター

### ラジオ
- ドライブ ア・ラ・カルト(2010年、ラジオ日本）
- すっぴん!(NHKラジオ第1） - 火曜日コーナー「ほおばる喜び、しあわせパン」隔週レギュラー

### 舞台
- RADIO311（2013年6月） - 安藤久美 役

### その他
- 昭和シェル石油イメージパーソナリティ（2009年 - 2011年）[1]
- 東京モーターショー NISSANブース ステージモデル（2013年11月）